# Fra Diamante

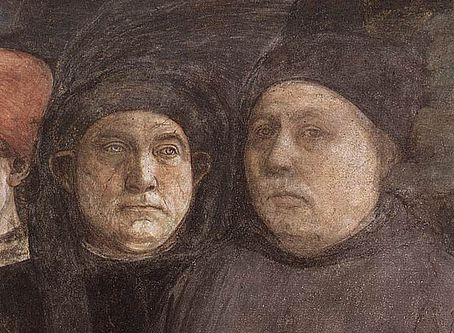
Fra Diamante mit seinem Freund und Lehrer Filippo Lippi

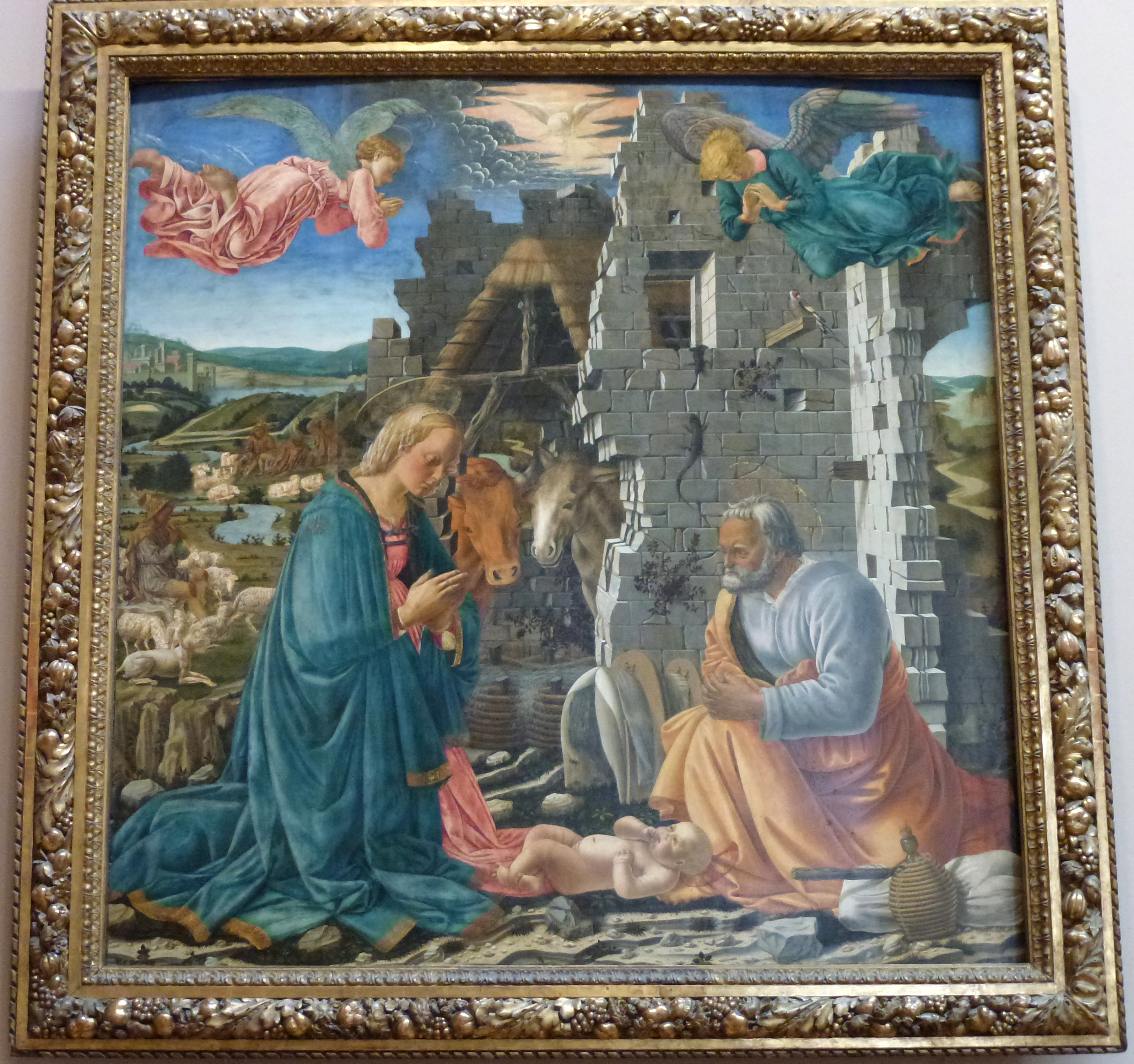
Christi Geburt (um 1470), Louvre

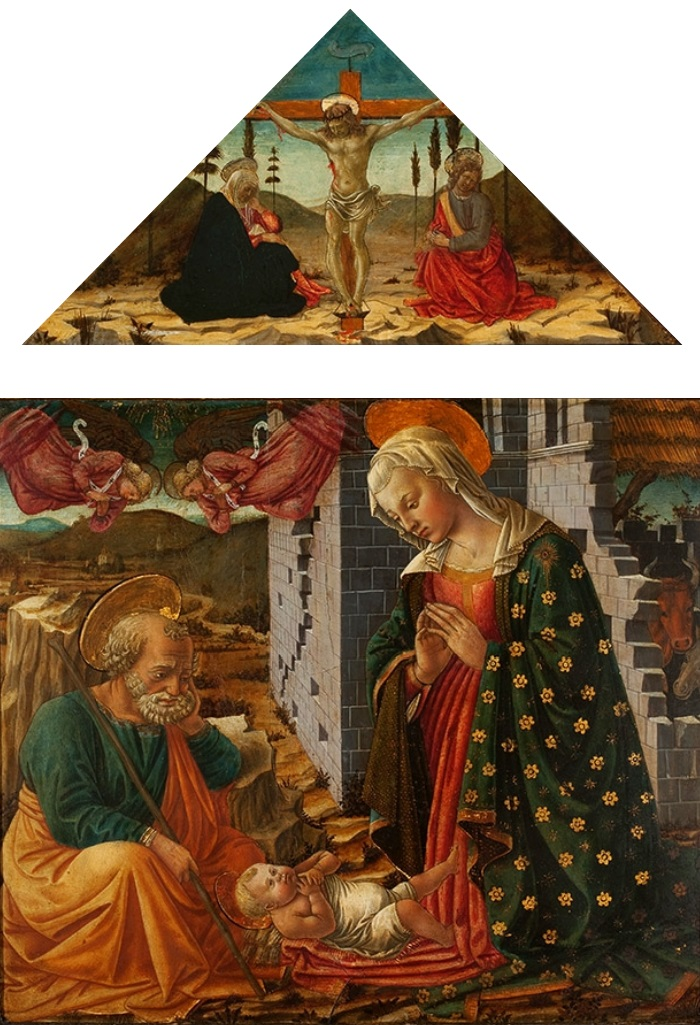
Anbetung des Kindes und Kreuzigung (um 1470), Nationalmuseum Warschau

Fra Diamante (eigentlich Diamante di Feo, * um 1430 in Terranuova; † um 1498) war ein italienischer Maler der Renaissance.

## Leben
Fra Diamante wurde um 1430 in Terranuova im Val d’Arno geboren. Schon in früher Kindheit kam er ins Kloster der Karmeliter in Prato. Die Kunst der Malerei erlernte er von Filippo Lippi. Erstmals arbeitete Diamante 1447 für Lippi (Altarbild Krönung der Jungfrau Maria, heute in den Uffizien), von 1452 bis zum Tod Lippis 1469 war es eine ständige Zusammenarbeit. Nach dem Tod Filippo Lippis vollendete Fra Diamante Werke Lippis, unter anderem die Fresken in der Apsis des Doms von Spoleto. Außerdem kümmerte er sich um dessen zehnjährigen Sohn Filippino Lippi, der von ihm die Kunst lernte und später ein berühmter Maler werden sollte.
Nachdem Fra Diamante die Arbeiten an den Fresken von Spoleto beendet hatte, kehrte er nach Prato zurück. 1472 lebte er dann in Florenz, wo er an der Compagnia di San Luca, einer Künstlergilde, eingeschrieben war. 1481 und 1482 malte er an der Sixtinische Kapelle. Die letzte Aufzeichnung über Fra Diamante entstammt einem Brief aus dem Jahr 1498.

## Weitere Werke
- Anbetung des Kindes und Kreuzigung (Nationalmuseum Warschau)
- Christi Geburt (Louvre, Paris)